# Alex Teixeira
Alex Teixeira Santos (* 6. ledna 1990 Duque de Caxias) je brazilský profesionální fotbalista, který hraje na pozici ofensivního záložníka za brazilský klub CR Vasco da Gama.

## Klubová kariéra
Alex Teixeira začal svou profesionální kariéru v brazilském klubu CR Vasco da Gama.

### Šachtar Doněck
V prosinci 2009 přestoupil do ukrajinského celku FK Šachtar Doněck, kde podepsal pětiletý kontrakt. Se Šachtarem posbíral řadu domácích trofejí.
V červenci 2014 se odmítl společně s pěti dalšími legionáři Šachtaru vrátit ze soustředění ve Francii do Doněcku (příčinou byl zřejmě konflikt na východní Ukrajině). Strach o bezpečnost musel překonat a do klubu se vrátit, majitel Šachtaru Rinat Achmetov mu pohrozil vysokými finančními sankcemi.
Dne 21. října 2014 vstřelil v základní skupině H Ligy mistrů UEFA 2014/15 gól proti běloruskému klubu FK BATE, Šachtar vyhrál v Bělorusku vysoko 7:0.

### Ťiang-su Su-ning
Dne 4. února 2016 přestoupil za 50 milionů eur do čínského Ťiang-su Su-ning, čímž překonal pouhé dva dny starý rekord pro nejdražší přestup do čínské ligy, který držel klub Kuang-čou Evergrande FC za získání Jacksona Martíneze ze španělského Atlética Madrid za 42 miliónů eur.

## Reprezentační kariéra
Alex Teixeira reprezentoval Brazílii v mládežnických kategoriích.
Představil se v dresu brazilské reprezentace do 20 let na Mistrovství světa hráčů do 20 let 2009 v Egyptě, kde Brazílie podlehla až ve finále Ghaně v penaltovém rozstřelu. Alex svůj penaltový pokus neproměnil.